# Tetra Laval
Tetra Laval ist ein privat geführtes, multinationales Unternehmen schwedischen Ursprungs mit Sitz in Pully, Schweiz. Die Tetra Laval Gruppe beschäftigt sich mit Verpackung, Verarbeitung und Vertrieb für Lebensmittel, darunter Flüssigkeiten, Obst und Gemüse, Eis und verarbeitete Lebensmittel, sowie Systeme für landwirtschaftliche Produktion und Herdenmanagement.
Die Gruppe ist in fünf Geschäftsfeldern tätig: Milchproduktion, Lebensmittelzubereitung, Lebensmittelverarbeitung, Lebensmittelverpackung und Lebensmittelverteilung. Die Tetra Laval-Gruppe umfasst Tetra Pak, DeLaval und Sidel. Tetra Laval wurde 2011 in die Thomson-Reuters-Liste der Top 100 globalen Innovatoren aufgenommen. Die Gruppe gehört außerdem zu den 500 größten Familienunternehmen der Welt.

## Tetra Laval Gruppe
Die Tetra Laval Gruppe besteht aus den drei unabhängigen Industriegruppen Tetra Pak, DeLaval und Sidel.
- Tetra Pak entwickelt und produziert Verarbeitungs-, Vertriebs- und Verpackungssysteme für Lebensmittel und Flüssigkeiten.
- DeLaval entwickelt und produziert Systeme für Milchproduktion und Tierhaltung.
- Sidel entwickelt und produziert Kunststoffverpackungen und komplette Abfüllanlagen.

Tetra Laval AB ist eine Tochtergesellschaft der Holdinggesellschaft Tetra Laval International SA. Tetra Laval International SA stellt die von der Tetra Laval-Gruppe benötigte Finanzierung, das Risikomanagement und die Investitionsunterstützung zur Verfügung und trägt zusätzlich die Verantwortung für die gesamte rechtliche und finanzielle Struktur sowie die Unternehmenssteuerung und -planung.
Die britische Kunststoffverpackungsgruppe RPC, Swiss SIG Combibloc und Norwegian Elopak gehören zu den Hauptkonkurrenten der Tetra Laval-Gruppe.

## Geschichte
Die Tetra Laval Gruppe wurde 1993 nach der Übernahme von Alfa Laval durch Tetra Pak im Jahr 1991 mit dem Ziel gegründet, eine kohärente Struktur zu schaffen, in der beide Unternehmen in ihren jeweiligen Bereichen tätig sein können. Der Teil von Alfa Laval, der an der Verarbeitung beteiligt war, wurde in Tetra Pak integriert, während der Teil, der landwirtschaftliche Ausrüstung produzierte, unter dem Namen Alfa Laval Agri, der nach dem Gründer von Alfa Laval, Gustaf de Laval, in DeLaval umbenannt wurde.
Im Jahr 2000 verkaufte Tetra Laval den Teil von Alfa Laval, der nicht unmittelbar an ihrem Geschäft beteiligt war, an die schwedische Investmentgesellschaft Industri Kapital, behielt jedoch einen Teil der Anteile. Im Jahr 2001 erwarb Tetra Laval den französischen Kunststoffflaschenhersteller Sidel. Der Zusammenschluss wurde von der Europäischen Kommission einer wettbewerbsrechtlichen Prüfung unterzogen und konnte erst nach einem Rechtsmittel beim Europäischen Gerichtshof weitergeführt werden.

## Unternehmenszahlen
Mitarbeiter 2011:
- Tetra Pak: 22.896
- DeLaval: 4.415
- Sidel: 5.294
- Andere: 315
- Tetra Laval: 32.920

Nettoumsatz 2011 (Mio. €):
- Tetra Pak: 10.360
- DeLaval: 955
- Sidel: 1.350
- Andere: 10
- Tetra Laval: 12.665

Alle oben genannten Zahlen wurden im Mai 2012 aktualisiert.

## Umweltschutz und soziales Engagement
Die Tetra Laval Gruppe hat Unternehmensziele für ökologische Exzellenz und Nachhaltigkeit. Unter anderem hat die Gruppe einen Preis für ihre Zulieferer im Transportsektor, den Tetra Laval Environmental Award, vergeben, um die Nachhaltigkeit in der Lieferkette zu fördern.
Tetra Laval verfolgt eine Politik der Unterstützung von Gemeinschaftsprojekten, insbesondere im Rahmen der Unterstützung von Katastrophenhilfe. Im Jahr 2010 stellte Tetra Laval Haiti, Russland, Pakistan und Brasilien sowie Anfang 2011 Japan Sach- und Finanzhilfe zur Verfügung.